# Verge (cryptomonnaie)
Pour les articles homonymes, voir Verge.
Verge est une cryptomonnaie open source décentralisée qui offre des transactions anonymes en masquant l'adresse IP des utilisateurs avec Tor, rendant difficile l'identifiaction des utilisateurs de la monnaie. 
Verge est un projet open source qui exploite le protocole Wraith en utilisant Tor pour chiffrer et masquer les adresses IP des transactions.

## Histoire
Initialement nommé DogeCoinDark lors de sa création en 2014, il a été renommé Verge Currency en 2016. 
Verge a annoncé un partenariat avec le fournisseur de pornographie en ligne MindGeek en avril 2018.
Verge a souffert de 51% d'attaques de mining en avril et mai 2018.
Verge a un registre transparent qui permet à quiconque de visualiser toutes ses transactions, mais prétend protéger les identités et les emplacements des utilisateurs en intégrant les deux Tor afin de ne pas révéler les adresses IP. 